# I Am a Bird Now
I Am a Bird Now es el segundo álbum de la banda de Nueva York Antony and the Johnsons. Aclamado por la crítica, ganó el premio Mercury Music de 2005. Tras ganar el premio, el álbum se disparó desde el puesto número 135 de las listas del Reino Unido hasta el 16 en una sola semana, el salto más grande en la historia del Mercury Music Prize. Unas semanas más tarde, el disco volvió a subir hasta el puesto número 5.
El álbum cuenta con las colaboraciones de Rufus Wainwright ("What Can I Do?"), de Devendra Banhart y de los héroes de infancia de Antony Hegarty, la cantante y líder de la banda, Boy George y Lou Reed. Todas las canciones están escritas y producidas por Antony Hegarty.
La cubierta es una fotografía realizada por Peter Hujar de la actriz transexual Candy Darling. La foto se titula Candy Darling en su lecho de muerte (Candy Darling on Her Deathbed). 

## Canciones
1. Hope There's Someone – 4:21, utilizada posteriormente por Isabel Coixet como parte de la banda sonora de La vida secreta de las palabras.
2. My Lady Story – 3:33
3. For Today I Am a Boy – 2:36
4. Man Is the Baby – 4:09
5. You Are My Sister – 3:59
6. What Can I Do? – 1:40
7. Fistfull of Love – 5:52
8. Spiralling – 4:25
9. Free at Last – 1:36
10. Bird Gerhl – 3:14

- Datos: Q1768257